# Doliotechna bimarginata
Doliotechna bimarginata är en fjärilsart som beskrevs av Edward Meyrick 1928. Doliotechna bimarginata ingår i släktet Doliotechna och familjen praktmalar, Oecophoridae. Inga underarter finns listade i Catalogue of Life.